# Kupientyn (gromada)
Kupientyn (do 30 XII 1961 Suchodół Włościański) – dawna gromada, czyli najmniejsza jednostka podziału terytorialnego Polskiej Rzeczypospolitej Ludowej w latach 1954–1972.
Gromady, z gromadzkimi radami narodowymi (GRN) jako organami władzy najniższego stopnia na wsi, funkcjonowały od reformy reorganizującej administrację wiejską przeprowadzonej jesienią 1954 do momentu ich zniesienia z dniem 1 stycznia 1973, tym samym wypierając organizację gminną w latach 1954–1972.
Gromadę Kupientyn z siedzibą GRN w Kupientynie utworzono 31 grudnia 1961 w powiecie sokołowskim w woj. warszawskim w związku z przeniesieniem siedziby GRN gromady Suchodół Włościański z Suchodołu Włościańskiego do Kupientyna i zmianą nazwy jednostki na gromada Kupientyn.
Gromadę zniesiono 1 stycznia 1969, a jej obszar włączono do gromady Sabnie w tymże powiecie.